# Шаркањ (мађарска митологија)
Шаркањ (мађ. Sárkány) у мађарској култури шаркањ је древни змај из митова и легенди, божанско чудовиште и створење које чува благо, најчешће у облику крилатог, љускавог рептила, али у неким случајевима његов изглед може комбиновати особине других створења. У мађарској митологији ово створење је обично велики и моћни рептил, са магичним или духовним квалитетима.
Понављајући негативан лик у мађарским народним причама је вишеглави змај, у даљњем тексту шаркањ. Реч шаркањ у Ердељу значи и вихор, а у мађарским бајкама змај често долази у вихору или са вихором. Ово преклапање у значењу може се приметити и код других народа, реч сазаган, што на неким туркијским језицима значи „змај, пловно средство“, значи вихор пред олујама и пљусковима међу кипчакским цетсанима у Добруџи. Веза између времена и змаја у хетитској митологији први је показао Илујанка, бог олује. Ранији змајеви и створења налик на змајеве били су више персонификације мудрости или исконског хаоса.
Према мађарском етнографском лексикону, фолклор и легенде, шаркањи су познати у два облика:
- „Крепава змија која клизи је застрашујућа змија са натприродним моћима. Крилатог облика, налик на коња напред и змију позади, љускава тврда кожа, дуги нокти, дуги зуби, пламени гребен, искри варнице, бљује пламен. Боја му је различита: жута, бела, црна, црвена, плава, али може имати и црвен језик, црвено тело, реп са црвено-црним љускама и црно-жута крила“.
- „Шаркањ, као Гарабонцијев коњ, повезује се са олујом, градом и благом. То је биће од рибе или змије коју људске очи нису виделе седам година, скривајући се у мочвари или каменој литици“.

## Рана појављивања
Пре 18. века змајеви се јављају као елементи древних веровања. На основу своје најстарије, универзалне функције, они симболизују везу између материјалног и духовног света, између којих имају слободан пролаз. Касније су се обично поистовећивали са природним силама и појавама, чији су они могли бити или узрок или пропуст. Генерално, може се констатовати да се појава шаркања најчешће повезивала са разорним, муњевитим олујама, где је грмљавина олује заправо била дивљање шаркања на небу. Према Легендама из Земље Секеља Иштвана Пиварчија, шаркањи који су се међусобно борили на небу су својим реповима разбијали облаке из којих је огромна поплава навалила на мађарске земље.

## Њихова својства и стварање
Према опису и приказу средњовековних хуманистичких зоолога шаркањ је љускава животиња налик крокодилу са дугим репом и крилима слепог миша. Међутим, и Гашпар Мишколци је крајем 17. века писао: „немају крила, већ личе на веома старе и одрасле змије.“ Шаркањ је митско биће, а у мађарском културном кругу, заједно са још неким другим створењима, симбол сатане и зла (жаба, вештица, слепи миш, гуштер, миш, вук, камелеон, коза, змија, пас, мува, мачка, мајмун, медвед, веверица, лав, паук, лисица, змај, врана). Иако „секељски легендаријуми” не пружају потпуне информације о стварању шаркања, у неким областима је прихваћена чињеница да су змајеви настали од неке друге животиње.

## Њихова улога
Иако не играју улогу у раним наративима, шаркањи који чувају злато и драго камење појављују се и у каснијим вековима, чему је у великој мери допринела чињеница да се лик шаркања све више преносио у дечије приче у мађарскојнкњижевности 19. и почетком 20. века, где се шаркањ најчешће појављује као страшно и зло створење. Са становишта приче, њихова главна улога је да покрену радњу и да натерају јунака да адекватно реагује. У овим причама се углавном не чува само благо, већ се и киднапују принцезе, па је задатак јунака, поред победе над змајем, да ослободи девојку из канџи страшног чудовишта, придобије њену љубав, а истовремено слава за себе.
Страхопоштовање шаркања потиче, између осталог, и из чињенице да, на овај или онај начин, могу да лете. У неким легендама човек−шаркањ например користи летеће коње, али већина шаркања лети својом снагом, углавном крилима. Шаркањ из мочваре Ечеди, служио је као коњ за јахање Гарабонцијаша (чаробњака) у мађарским легендама.
Легенда о Балатону почиње овим редовима: „У шуми Бакоњ живео је једном огроман шаркањ са двадесет четири главе. Млазеви пламена су шиштали из све двадесет четири главе ако није добио своју свакодневну храну, које су биле двадесет четири прелепе девојке. Једног дана дошао је ред на најјачег младића у околини Балатона ... -“ У неким бајкама може се појавити било шта од једног до двадесетчетвороглавог чаркања, иако је специјалност мађарског бајковитог света седмоглави шаркањ. У погледу броја глава, поред најчешћег броја седам, уобичајени су и три и дванаест, што је и разумљиво, јер сваки од ових бројева има дубок симболички садржај, не само у мађарским бајкама, већ и у митологије и религије најразличитијих народа.